# Georg von Haxthausen
Georg von Haxthausen (* unbekannt; † August 1616) war Domherr in Münster.

## Leben
Georg von Haxthausen entstammte dem zum Uradel im Hochstift Paderborn gehörenden Adelsgeschlecht von Haxthausen und war der Sohn des Gottschalk von Haxthausen zu Vörden und dessen Gemahlin Agatha von Fürstenberg. Am 10. April 1612 kam Georg in den Besitz einer münsterschen Dompräbende, auf die Kurfürst Ferdinand zu seinem Gunsten verzichtet hatte. Mit der Aufschwörung auf die Geschlechter Haxthausen, Fürstenberg. Oeynhausen und Westphalen im Jahre 1613 folgte die Emanzipation. Georg blieb bis zu seinem Tode im Besitz der Pfründe.